# Coleophora tyrrhaenica
Coleophora tyrrhaenica é uma espécie de mariposa do gênero Coleophora pertencente à família Coleophoridae.